# Комсомольське (Бурятія)
Комсомольське (рос. Комсомольское) — село Єравнинського району, Бурятії Росії. Входить до складу Сільського поселення Комсомольське.
Населення —  703 особи (2015 рік). 